# Fregaty rakietowe typu 124
Fregaty rakietowe typu 124 (Sachsen) – niemieckie fregaty rakietowe, które zaczęły wchodzić w skład  Niemieckiej Marynarki Wojennej w 2003. Zbudowano trzy okręty. Głównym zadaniem okrętów jest obrona przeciwlotnicza.
Jednostki od nazwy pierwszego okrętu serii znane są także jako typ Sachsen.

## Historia
W połowie lat 90. w Niemczech rozpoczęły się prace nad nową fregatą rakietową, która miała zastąpić niszczyciele rakietowe typu Lutjens, które planowano wycofać ze służby do roku 2003. Konstrukcja nowych okrętów bazowała na rozwiązaniach konstrukcyjnych fregat typu 123. Przy projektowaniu okrętów szczególną uwagę zwrócono na zapewnienie lepszych w porównaniu do poprzednich typów fregat właściwości stealth. Za projekt i budowę okrętów odpowiadało konsorcjum firm: Blohm + Voss, Thyssen Nordseerwerke i HDW, w tym każda z firm miała zbudować jeden okręt. Zamówienie na budowę trzech okrętów zostało złożone w czerwcu 1996 roku. Planowano budowę czwartej jednostki, jednak ostatecznie z niej zrezygnowano. Łączne koszty zbudowania trzech okrętów wyniosły 2,1 miliarda euro, co sprawiło, że był to najkosztowniejszy program w historii Niemieckiej Marynarki Wojennej.
Okręty posiadają wiele wspólnych cech z holenderskimi fregatami De Zeven Provincien, jest to spowodowane m.in. wspólnym systemem obrony przeciwlotniczej bazującym na systemach SM-2 oraz Sea Sparrow.
Budowa pierwszej jednostki typu 124 F219 "Sachsen" rozpoczęła się 1 lutego 1999 w hamburskiej stoczni Blohm + Voss. Wodowanie okrętu miało miejsce 20 stycznia 2000, a wejście do służby 31 grudnia 2003.

## Zbudowane okręty
- Sachsen – położenie stępki 1 lutego 1999, wodowanie 20 stycznia 2000, wejście do służby 31 grudnia 2003
- Hamburg – położenie stępki 1 września 2000, wodowanie 16 sierpnia 2002, wejście do służby 13 grudnia 2004
- Hessen – położenie stępki 14 września 2001, wodowanie 26 lipca 2003, wejście do służby 21 kwietnia 2006